# Ikarus 480
Az Ikarus 480 az Ikarus Karosszéria- és Járműgyár alvázas elővárosi-városi szóló autóbusza. A fejlesztés 1988-ban indult meg a DAF-fal együttműködve. Az 1989-ben gyártásba vett DAF SB 220 típusú alváz felhasználásával még abban az évben elkészült és Angliában hatósági jóváhagyást kapott az első változat prototípusa.
Jelenlegi adatok alapján egy darab maradt fent ami Magyarországon van magyar rendszámmal magántulajdonban.
Az autóbusz meg tekinthető az Aero Parki Ikarus találkozókon.

## Műszaki adatok
Az alvázat speciális városi alváznak fejlesztették, így megvalósítható volt az 550 mm-es padlómagasság és az egy belső lépcső. 480.91 jelzéssel városi-elővárosi forgalomra csak a bal oldalon, elöl egy kétszárnyas ajtót, míg jobb oldalon hátul vészkijárati ajtót alkalmaztak (2-0-0). Padlószintje az első ajtótól hátrafelé végig emelkedő, keresztmetszetben 4 ülés található, 48 ülő és 27 álló utas részére. 480.93 típusú síkpadlós kivitelt üzemeltetői igényre fejlesztették ki. A padló a hátsó tengelyig sík és alacsony, a hátsó tengely előtt két belső lépcső található. Ez a modell az 1990-es Birmingham-i autóbusz kiállításon mutatkozott be 2-2-0 ajtóelrendezéssel, 35 ülőhellyel. E két jobbkormányos autóbusz után készültek balkormányos változatok is Kuvait (480.94, 2 ajtós, 40 ülő-, 48 állóhely) és a BKV (szintén 480.94, 3 ajtós, 32 ülő-, 53 állóhely) részére. Ez utóbbinál a középső ajtó mögött egy lépcső található, a lépcső mögött a járópadló hátrafelé emelkedik. Az egyszárnyas hátsó ajtónál a fellépőn túl három belső lépcső van. A fenti négy változat mindegyike DAF LT 160 G 160 kW/2000/min motorral, DAF mellső és hátsó híddal és DAF kormánygéppel szerelt. A két angol kocsi méretei: 11560x2500x2885 mm. Tömegek: 10580 saját-, 15270 kg össztömeg. Az angol kocsikat ZF 4HP 500E váltóval szerelték (4 fok.). A 480.94-esek méretei: 11710x2500x3010 mm, váltó Voith (3 fok.), saját tömegük 10720 kg (BKV), illetve 10880 kg (Kuvait), össztömegük 16500 kg. A hazai volánok közül a Nógrád Volán rendelkezett Ikarus 480-assal (FHK-209), amely 1993-ban készült görög megrendelésre.

### Motor
- DAF LT 160
- Közvetlen befecskendezésű, turbófeltöltésű
- soros, 6 hengeres, fekvő dízelmotor
- Hengerűrtartalom: 11 630 cm³
- Legnagyobb teljesítmény: 160 kW (218 LE) (2200/min)
- Legnagyobb nyomaték: 970 Nm (1200/min)
- Tengelytáv: 5500 mm
- Padlószint: 550 mm

### Erőátvétel
- VOITH D 851.2 háromfokozatú automata váltó retarderrel
- ZF 4HP500 négyfokozatú automata váltó